# Psittacara leucophthalmus
La cotorra ojiblanca o aratinga ojiblanca (Psittacara leucophthalmus), también conocida como calancate ala roja, loro de ala roja, perico ojiblanco, perico ojo blanco o periquitão-maracanã, es una especie de ave sudamericana de la familia de los loros (Psittacidae) cuya área de distribución se extiende desde Venezuela hasta Argentina y Uruguay.

## Taxonomía
Fue descrita científicamente en 1776 por el ornitólogo alemán Philipp Ludwing Statius Müller.

## Etimología
El epíteto específico leucophtalmus significa "ojo blanco", del griego leukos (blanco) y ophthalmos (ojo). Müller eligió ese nombre al describir los ojos rodeados por anillos blancos.

## Descripción
La Psittacara leucophthalmus mide entre 30-34 cm de longitud y 37–40 cm de envergadura, con un peso de entre 100 y 218 gramos. Es un pájaro verde mayormente con manchas rojas en los hombros y al azar en la cabeza y el cuello. Las plumas coberteras primarias inferiores de las alas son de punta roja y amarilla. Un prominente anillo blanco alrededor del ojo da nombre a esta especie. Los juveniles tienen poco o nada de rojo y amarillo en su plumaje. Se han encontrado individuos con eritrismo, con individuos con plumas amarillas o anaranjadas donde generalmente son verdes.

## Comportamiento
Se lo observa en bandadas de 5 a 40 individuos en zonas de bosques húmedos o planicies y también en centros urbanos. Se adapta fácilmente a áreas urbanas y degradadas, siempre que existan fuentes de alimento y lugares de nidificación (bajo techos y otras cavidades). Se alimenta de frutos y semillas.

## Distribución y hábitat
Se encuentran en gran parte de América del Sur, incluida Trinidad en el Caribe, desde el este de Venezuela, Colombia y las Guayanas en el norte a través de Brasil hasta el Argentina y Uruguay en bosques, bosques, sabanas y manglares. El límite sur de su distribución se encontraría en Mar Chiquita, en el sureste de la provincia de Buenos Aires, Argentina.

## Estado de conservación
La especie está incluida en el Apéndice II de CITES. Es la categoría de preocupación menor en la Lista Roja de la UICN. Según la UICN, esta ave ha sido objeto de un intenso tráfico desde 1981 y se considera que su población está disminuyendo. El comercio de estas aves constituye una preocupación en cuanto a la trasmisión de enfermedades zoonóticas.

## Galería

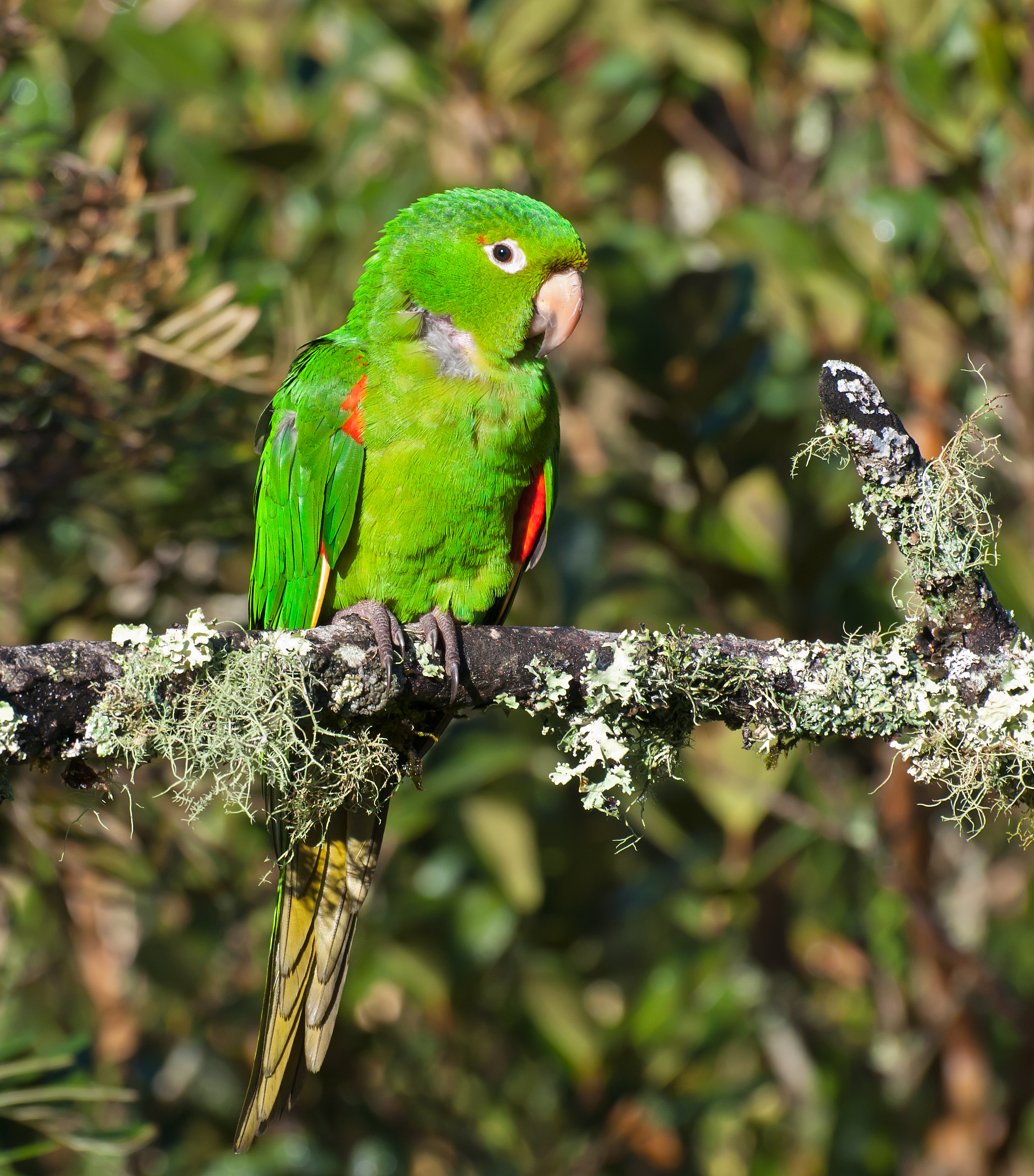
Psittacara leucophthalma en la Reserva Guainumbi, Sao Paulo, Brasil.
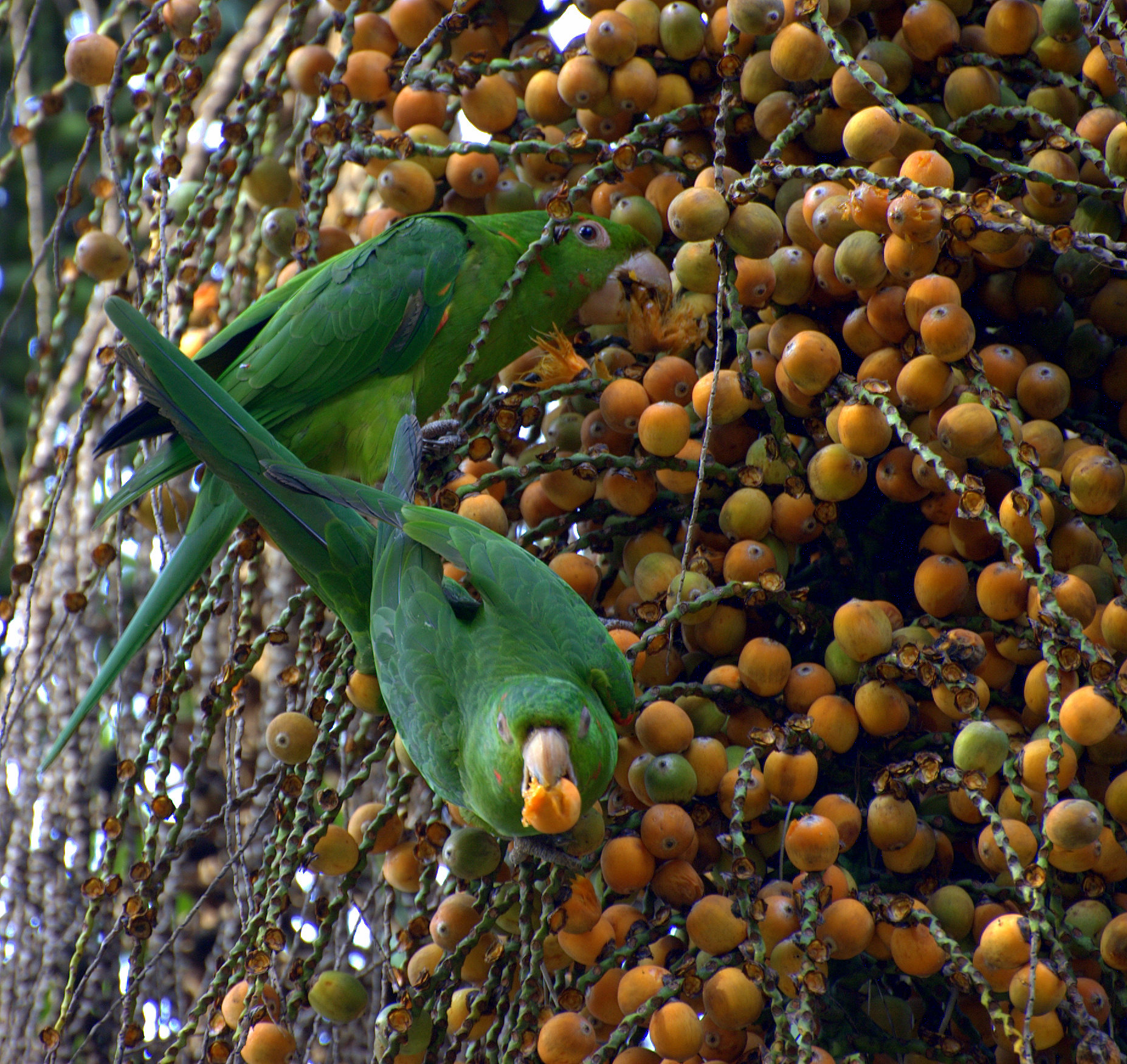
Alimentándose, aparentemente de la fruta de la palmera reina
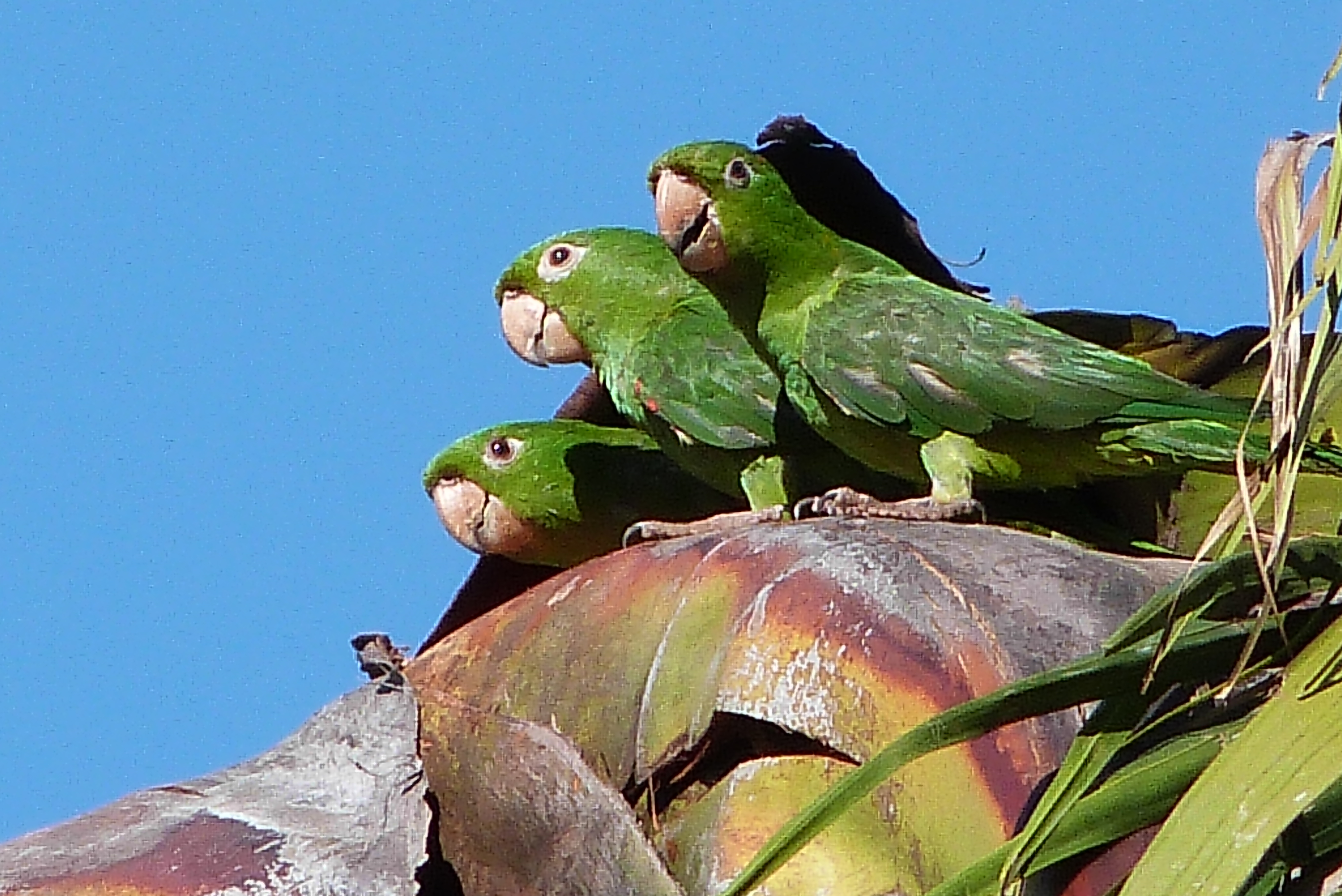
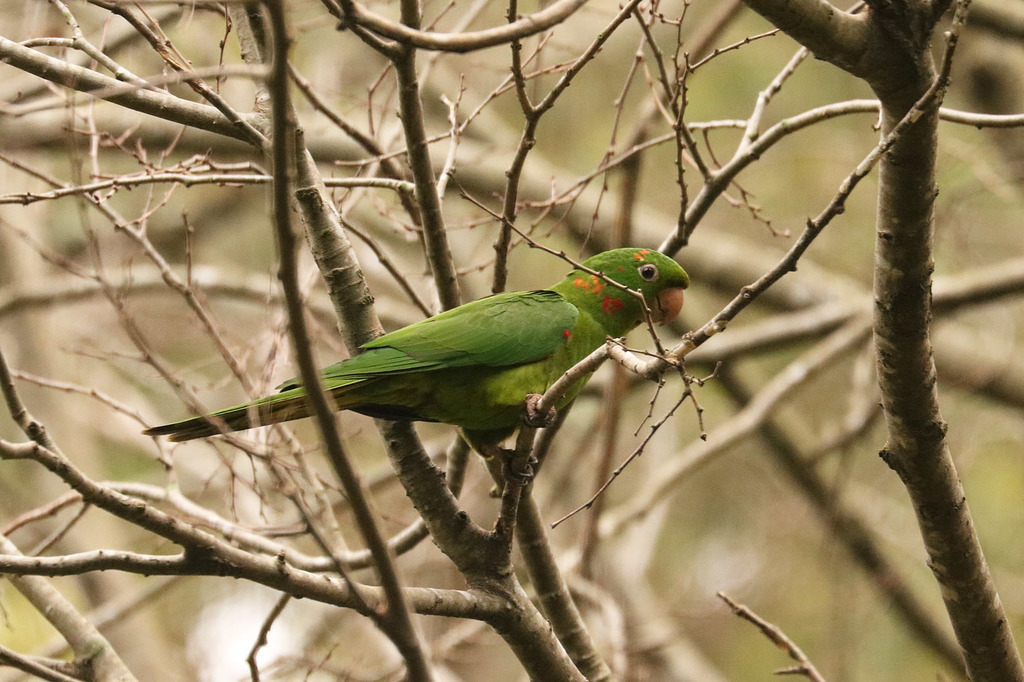
Psittacara leucophthalmus en la zona sur del Río de La Plata, Argentina